# Alessandro III di Russia
Alessandro III Romanov (in russo Александр III Александрович?, Aleksandr III Aleksandrovič; San Pietroburgo, 10 marzo 1845 – Livadija, 1º novembre 1894) è stato imperatore di Russia dal 13 marzo 1881 fino alla sua morte.
In politica interna prese decisioni autocratiche su amministrazione locale, ordine pubblico e istruzione, che in gran parte annullarono le riforme progressiste del padre Alessandro II. L'assassinio del padre lo indusse, infatti, a condurre una dura politica reazionaria.
In politica estera si distinse per un marcato nazionalismo che lo portò ad un conflitto politico con l'Austria (crisi bulgara) e ad un allontanamento anche dalla Germania. Nel 1885 rischiò inoltre una guerra con la Gran Bretagna per una disputa territoriale in Asia centrale.
Per motivi economici e strategici si avvicinò sempre più alla Francia con la quale, nel 1894, la Russia concluse un accordo difensivo (alleanza franco-russa). Tale accordo fu la base della coalizione che nella prima guerra mondiale portò il nome di Triplice intesa.

## La famiglia e la gioventù

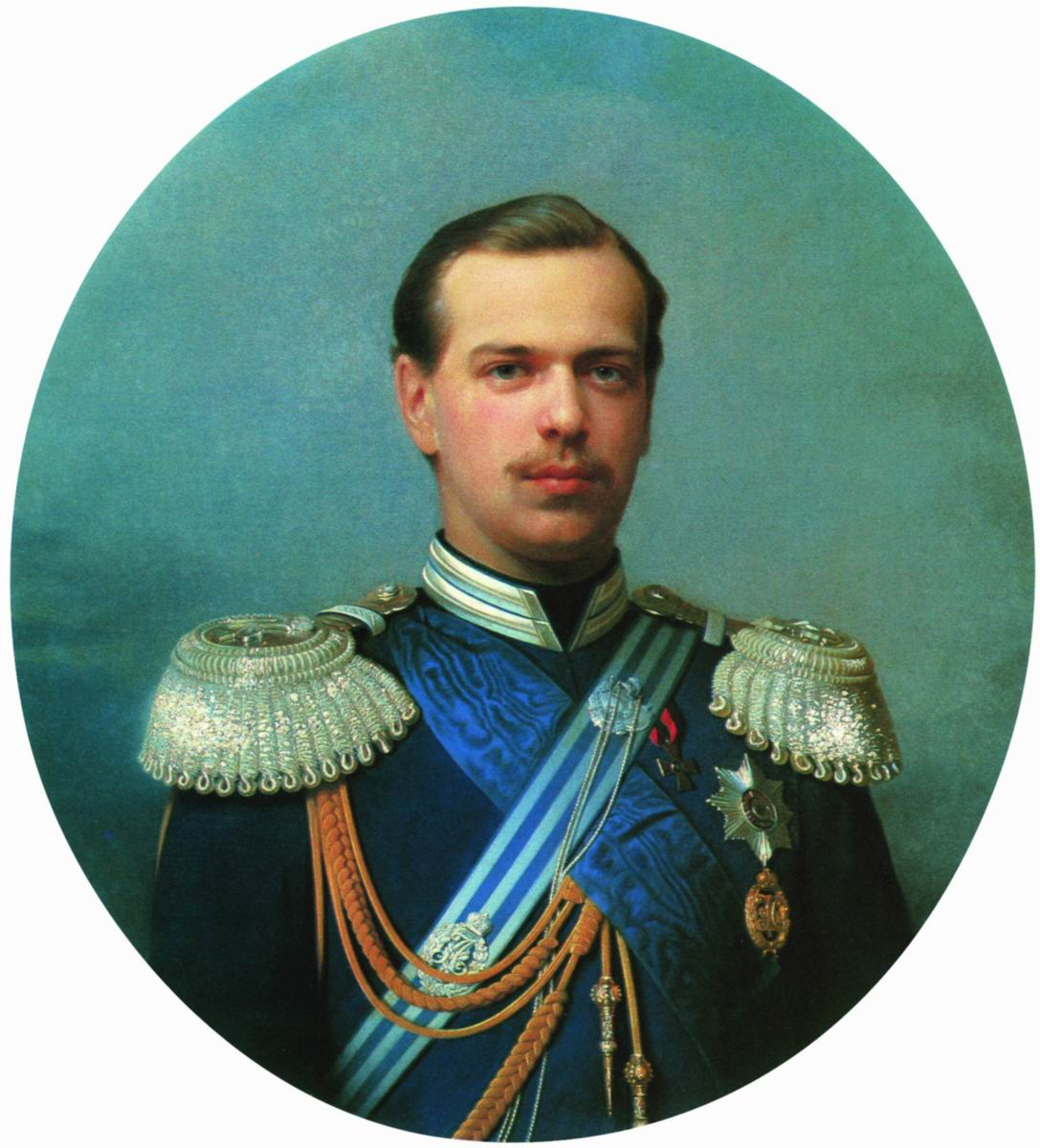
Alessandro III nel 1867.

Alessandro nacque nel 1845, terzogenito di Aleksandr Nikolaevič Romanov, che diventerà Zar (Alessandro II) nel 1855, e da Maria Aleksandrovna, da nubile principessa d'Assia. La nonna paterna di Alessandro, Carlotta di Prussia, era sorella del re di Prussia (e futuro imperatore di Germania) Guglielmo I, che era quindi prozio di Alessandro.
La prima figlia dei genitori di Alessandro III, Aleksandra, morì bambina, e il secondogenito, Nikolaj, l'erede al trono di Russia, morì anch'egli prematuramente nel 1865. Alessandro a vent'anni divenne così il nuovo erede dei Romanov.
Fino a quel momento aveva ricevuto un'istruzione solamente occasionale. Gli furono impartite lezioni di storia da Sergej Michajlovič Solov'ëv e di diritto da Konstantin Petrovič Pobedonoscev che rafforzarono il suo spirito patriottico e il suo conservatorismo, ma limitarono la sua conoscenza della vita reale e del pensiero russo. Interrotti presto gli studi regolari, sebbene avviato verso l'amministrazione superiore, la sua partecipazione a questa attività non fu sistematica né di pregio. Alessandro più che per la vita intellettuale si rivelò portato per l'attività fisica e preferiva il convivio alle discussioni riguardanti gli affari dello Stato.

### Il matrimonio e l'ascesa al trono

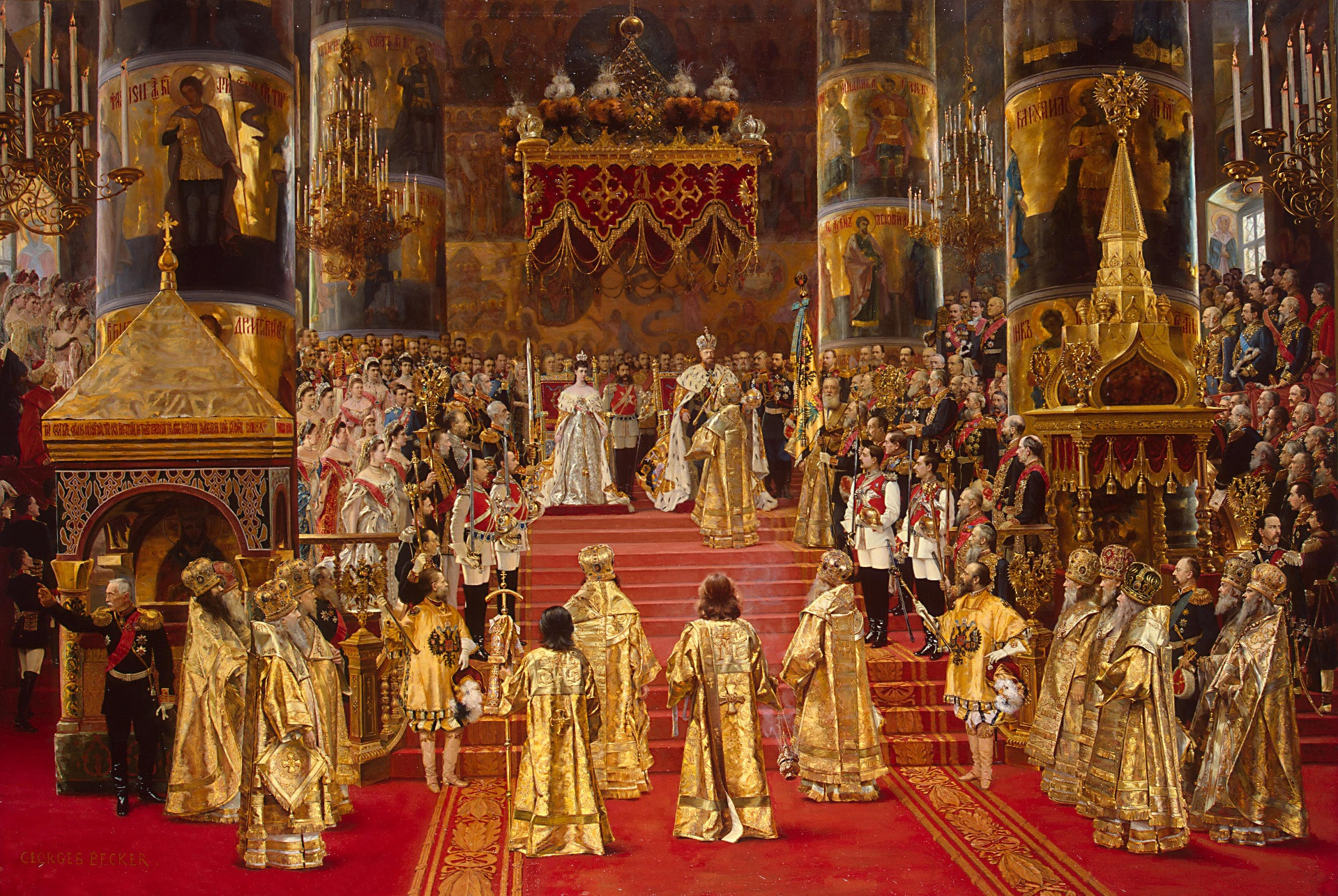
La fastosa cerimonia di incoronazione di Alessandro III e Marija Fëdorovna (nata Dagmar di Danimarca)

Il 9 novembre 1866 sposò Dagmar di Danimarca, la fidanzata di suo fratello maggiore Nikolaj che era morto un anno prima. Dagmar era sorella di Alessandra di Danimarca che tre anni prima aveva sposato l'erede al trono di Gran Bretagna Edoardo. Quest'ultimo e Alessandro erano quindi cognati.
La consorte di Alessandro, il padre di costei Cristiano IX e l'ambiente di corte di Copenaghen erano ostili a Berlino. Non molto tempo era infatti trascorso dalla seconda guerra dello Schleswig nella quale la Danimarca era stata sconfitta dalla Prussia. Tale ambiente influenzò il giovane Alessandro contribuendo a formare le sue idee in politica estera, sostanzialmente anti-prussiane. Così che quando l'erede al trono tedesco Federico di Hohenzollern visitò San Pietroburgo alla fine del 1871, Alessandro si rifiutò di riceverlo.
Alessandro era di idee nazionaliste e anche per questo si allontanò dalla politica filo-germanica del padre. Rispetto a lui era meno propenso a seguire l'Europa e già all'inizio della seconda metà degli anni '70 ostentava modi e sentimenti prettamente russi. Sebbene non si fosse distinto per abilità militare nella guerra russo turca del 1877-1878, come gli altri Romanov, nutriva un forte interesse per le questioni militari, specialmente per le uniformi, che adattò ad una più confacente immagine nazionale. Il 13 marzo 1881, improvvisamente, lo zar Alessandro II morì in un attentato e il figlio Aleksandr Aleksandrovič salì al trono con il nome di Alessandro III.

## Politica interna

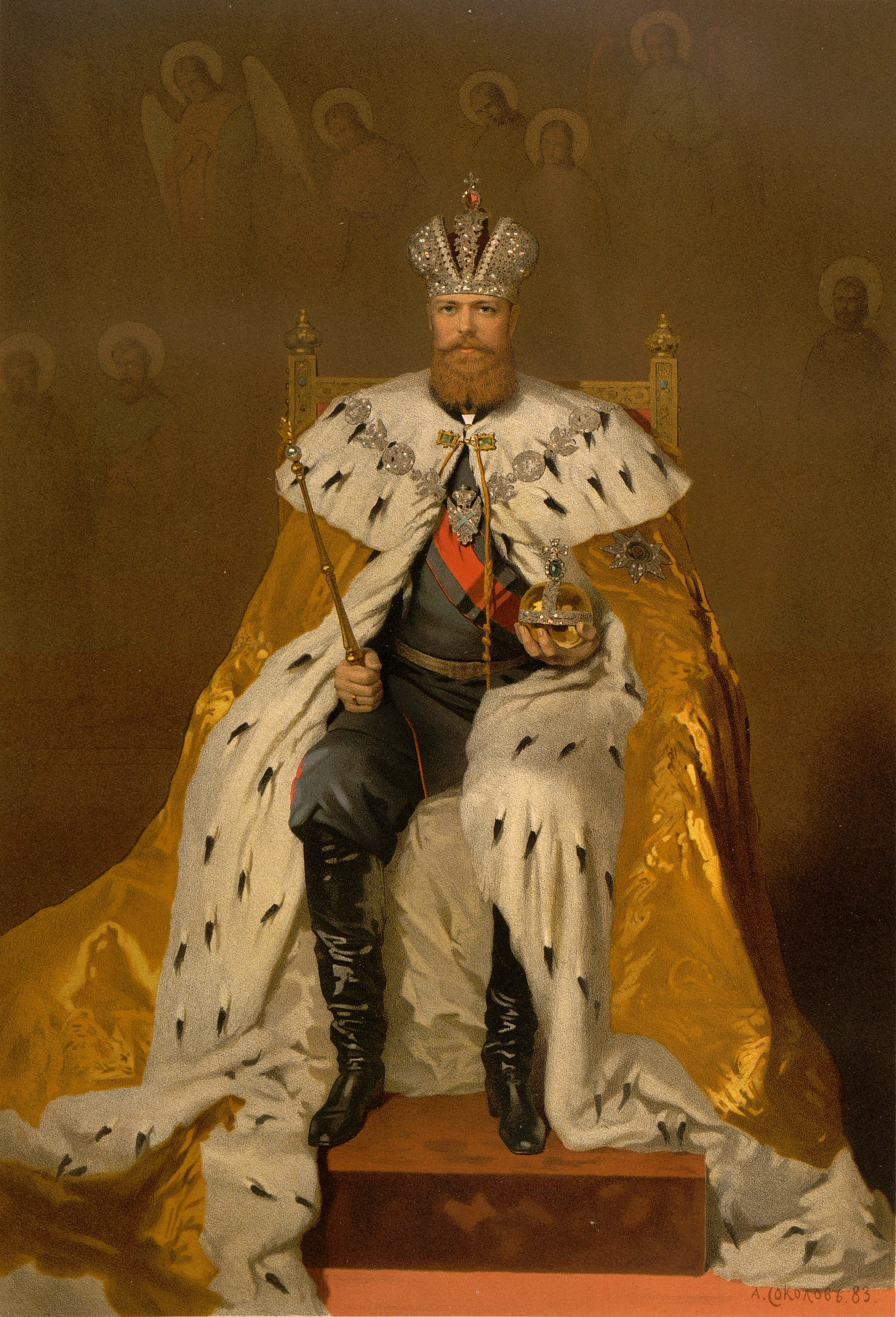
Alessandro III il giorno dell'incoronazione.

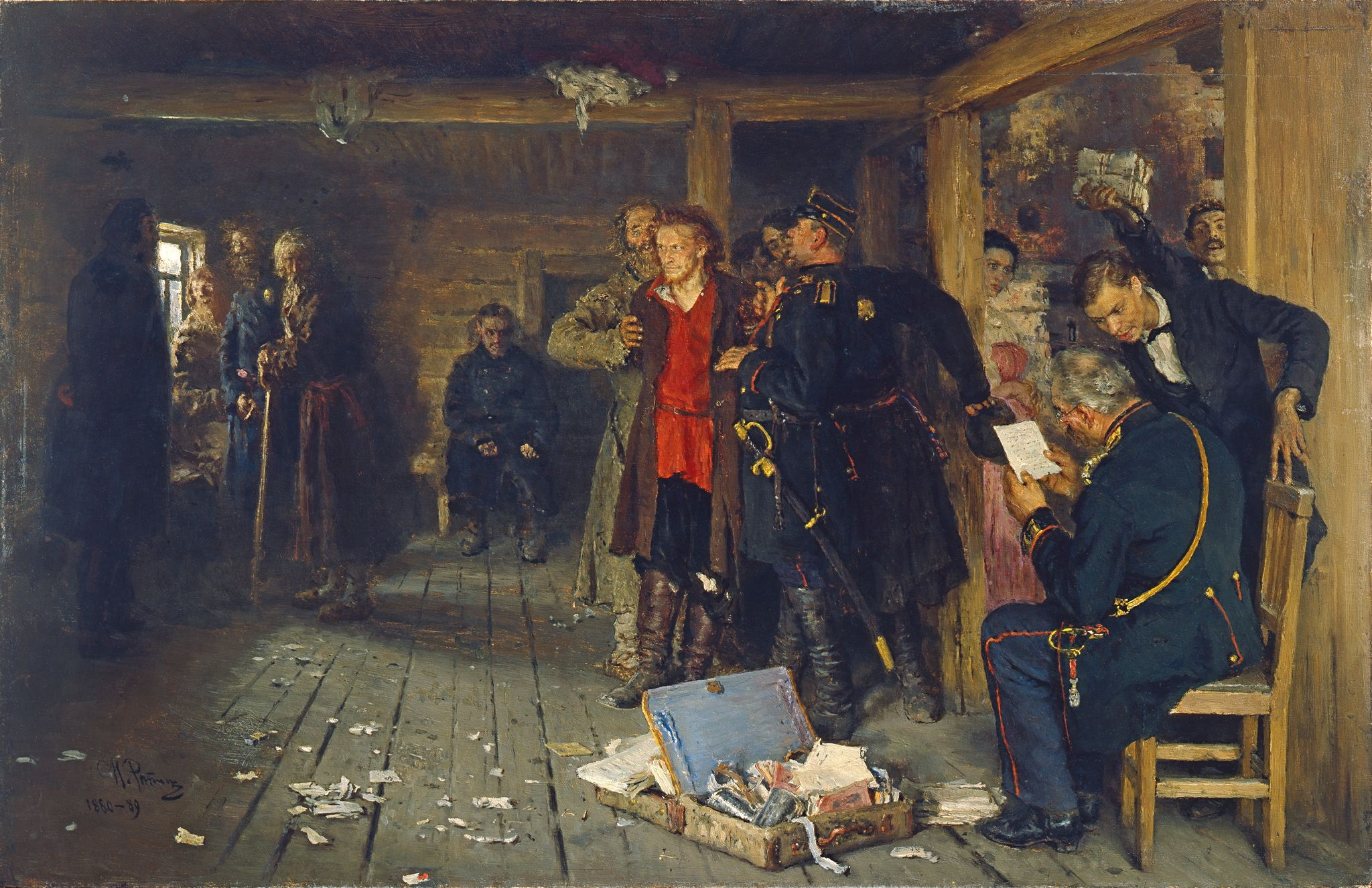
L'arresto di un propagandista. Alessandro III nel 1881 proclamò i “Regolamenti temporanei” atti a garantire la sicurezza dello Stato.

Fortemente colpito dall'assassinio del padre, il nuovo monarca si dimostrò deciso a reprimere i movimenti rivoluzionari per salvaguardare il regime zarista. Tali intenzioni furono esplicitate in un manifesto dell'11 maggio 1881 in cui Alessandro proclamò la sua fede nella salvaguardia della «forza e verità dell'autocrazia». Il documento portò alle dimissioni dei funzionari più riformisti: lasciarono i loro incarichi il ministro dell'Interno Michail Tarielovič Loris-Melikov, lo zio di Alessandro III Konstantin e il ministro delle Finanze Aleksandr Ageevič Abaza (1821-1895).

### I "Regolamenti temporanei"
Ci vollero però diversi mesi prima che il governo imboccasse la strada della reazione. Fra i promotori del nuovo corso si distinsero l'ex tutore di Alessandro Pobedonoscev, Dmitrij Andreevič Tolstoj (1823-1889), dal 1882 ministro dell'Interno, e Ivan Davydovič Deljanov (1818-1898), dallo stesso anno titolare del ministero della Pubblica istruzione. Nella tarda estate del 1881 furono emanati i "Regolamenti temporanei" intesi a garantire la sicurezza dello Stato. Essi prendevano di mira soprattutto l'organizzazione terroristica Narodnaja volja, che aveva ordito l'assassinio di Alessandro II, ma venne perseguito chiunque costituisse una potenziale minaccia per l'ordine pubblico. Della validità di tre anni, i "Regolamenti temporanei" vennero rinnovati e il governo di Alessandro III si affidò ad essi per tutto il resto della propria esistenza.
Nonostante ciò Alessandro III non subì quell'offensiva di attentati che contrassegnò la vita del padre. Uno dei pochi episodi rivoluzionari del suo regno fu l'attentato ordito contro di lui per il 1º marzo 1887 da un gruppo di studenti di San Pietroburgo che si consideravano gli eredi del movimento rivoluzionario Zemlja i Volja. La polizia zarista arrestò i cospiratori prima che potessero realizzare il piano. Cinque di loro furono impiccati. Fra questi figurava Aleksandr Il'ič Ul'janov, fratello maggiore di Vladimir Il'ič che in futuro prenderà lo pseudonimo di Lenin.

### L'istruzione
Sotto il regno di Alessandro III furono varate controriforme volte ad annullare i vasti cambiamenti promossi da Alessandro II e a sostenere il carattere centralizzato, burocratico e classista del sistema russo. Il regolamento universitario del 1884, emanato in sostituzione di quello più liberale del 1863, abolì l'autonomia universitaria vietando agli studenti la possibilità di fondare organizzazioni o rappresentanze collettive. Fu anche ridotto drasticamente l'accesso alle donne all'istruzione superiore. Le scuole ecclesiastiche furono invece oggetto di speciali attenzioni: dal 1884 Alessandro III e Pobedonoscev affidarono quanto più possibile l'istruzione primaria alla Chiesa, e il numero di scuole parrocchiali aumentò dalle 4.500 del 1882 alle 32.000 del 1894.

### I ceti sociali e la russificazione
Alessandro III e i suoi funzionari sfruttarono ogni occasione per sostenere la nobiltà e accentuarne la posizione di predominio. Nel 1885 venne fondata la Banca agricola statale della nobiltà. Contestualmente vennero imposte nuove restrizioni ai contadini che nel 1889 videro sostituiti i loro rappresentanti a capo dei zemstvo provinciali con funzionari del ministero dell'Interno. Un'ulteriore controriforma si attuò sulle amministrazioni cittadine. Nel 1892 vennero infatti aumentati in misura cospicua i limiti di proprietà che consentivano il diritto di voto. Conseguentemente a San Pietroburgo gli elettori scesero da 21.000 a 8.000 e a Mosca da 20.000 a 7.000.
Inoltre Alessandro III fu il primo zar a dimostrarsi apertamente nazionalista. Sotto il suo regno furono aumentate le misure repressive nei confronti delle confessioni non ortodosse e fu incrementata la politica di russificazione, non solo nei confronti dei polacchi ribelli, ma anche dei georgiani degli armeni e, seppure in maniera graduale, dei finlandesi.

## Politica estera
Il contesto della politica internazionale di quel periodo vedeva la Germania e l'Austria già unite nella duplice alleanza, la Francia avversaria della Germania dopo la sconfitta subita nella guerra franco-prussiana, la Russia vicina alle potenze conservatrici della Duplice, e la Gran Bretagna autonoma con il suo impero.
Già il 16 marzo 1881 (tre giorni dopo l'ascesa al trono di Alessandro) la Russia, in un dispaccio alle potenze, rassicurò che il nuovo zar avrebbe concentrato la propria attenzione sullo sviluppo interno del Paese, che la sua politica estera sarebbe stata improntata alla pace e che «la Russia si sarebbe occupata soprattutto di se stessa. Solo il dovere di difendere il proprio onore e la propria sicurezza possono distoglierla dalle proprie occupazioni interne». Nonostante queste premesse la politica estera di Alessandro III fu molto attiva e determinò scelte decisive per gli equilibri europei. Per tutto il corso del suo regno lo Zar fu coadiuvato dal cauto e filogermanico ministro degli Esteri Nikolaj Karlovič Girs, con il quale si trovò spesso in contrasto.

### L'alleanza dei tre imperatori (1881)
Nell'ottica di un iniziale bisogno di quiete per il suo Paese, il 18 giugno 1881, dopo vari indugi, Alessandro firmò l'alleanza dei tre imperatori. L'accordo difensivo, le cui trattative erano iniziate nell'ultimo periodo di vita del padre, fu stipulato con Francesco Giuseppe d'Austria e Guglielmo I di Germania. Sebbene nazionalista e panslavista, lo Zar decise di firmare l'alleanza mettendo da parte la sua diffidenza per la Germania.

### Il "Grande gioco" in Asia centrale (1881-1891)

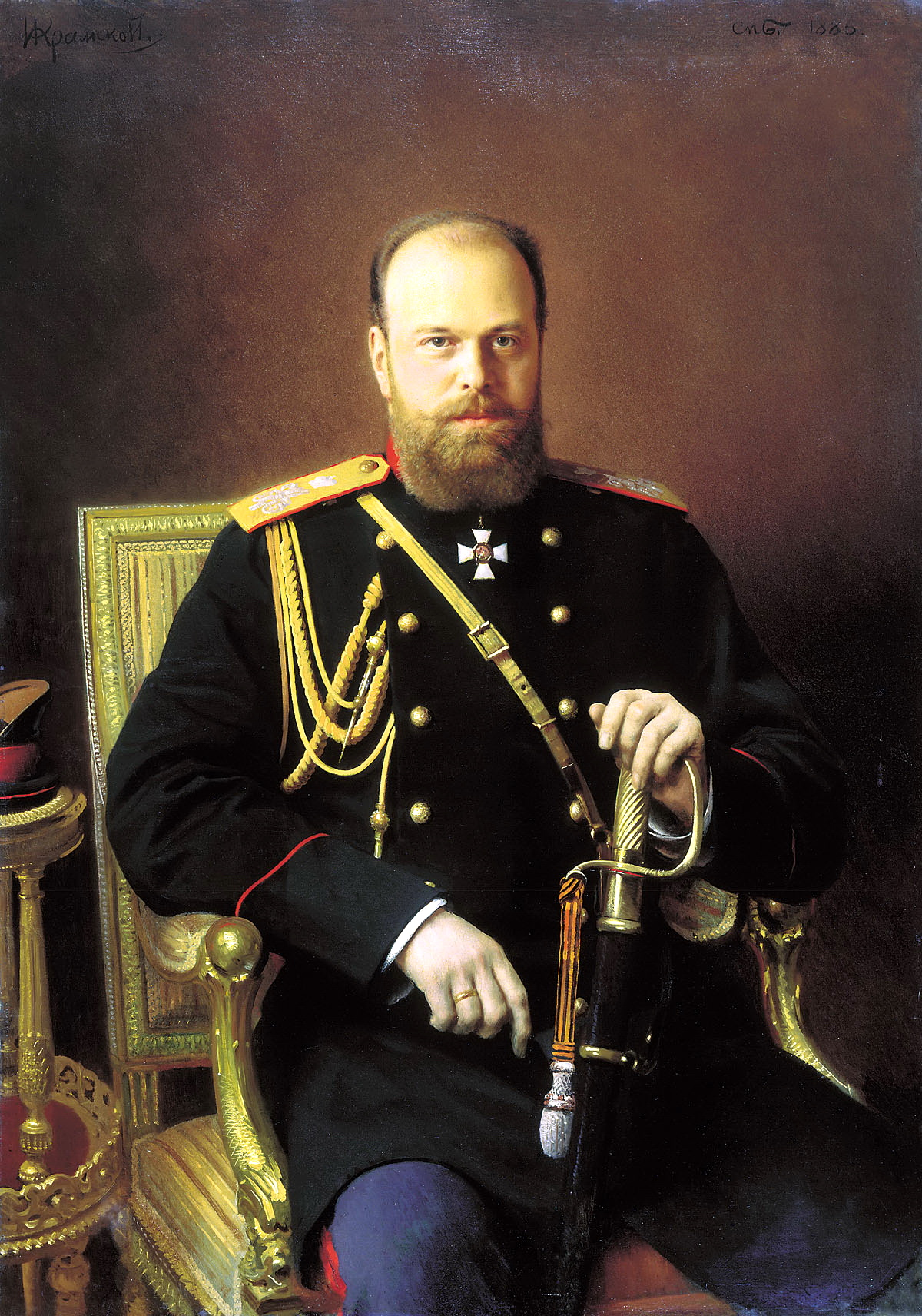
Alessandro III spinse la politica russa di espansione in Asia centrale fin quasi alla guerra con la Gran Bretagna.

Fuori dal contesto europeo, una delle questioni che Alessandro III ereditò dai suoi predecessori fu quella dell'Asia centrale, dove, nonostante la resistenza della diplomazia britannica, l'esercito di Alessandro II era riuscito a conquistare vasti territori. Gli inglesi, che temevano un'espansione russa verso l'India britannica, avevano soprannominato questo conflitto politico “The Great Game” (il “Grande gioco”).
A tale proposito, fra le prime questioni che Alessandro III dovette affrontare ci fu quella di Merv che, a differenza delle altre città del Turkmenistan, non era ancora caduta in mani russe. Per non rischiare una guerra con la Gran Bretagna, la Russia adottò una strategia che non prevedeva l'uso delle armi. La stessa, fastosa, cerimonia di incoronazione di Alessandro III fu utilizzata per condizionare i capi turkmeni. Essi tornarono infatti a Merv persuasi che opporsi alla Russia sarebbe stata una follia e nel febbraio 1884 la città si arrese senza colpo ferire.

#### Sull'orlo della guerra con la Gran Bretagna
La Gran Bretagna ne fu contrariata e quando i russi tentarono il colpo successivo fu sul punto di aprire le ostilità con la Russia. Oggetto del contendere questa volta era l'oasi di Pandjeh (oggi Serchetabad, nella provincia di Mary, Turkmenistan), località strategica sulla strada dell'India fra Merv ed Herat (Afghanistan). Allarmati da movimenti di truppe russe, gli inglesi ottennero che gli afgani occupassero l'oasi. Il 16 marzo 1885 il ministro degli Esteri Girs comunicò al governo di Londra che Alessandro III era d'accordo con la linea del governo di non attaccare Pandjeh, purché gli afgani si astenessero da atti ostili. Lo Zar, fra l'altro, aveva ricevuto un telegramma della regina Vittoria che lo pregava di impedire la calamità di un conflitto.
Secondo la versione russa i soldati dello zar il 31 marzo avanzarono verso Pandjeh senza sparare ed i primi a farlo furono gli afgani. La battaglia si risolse in una schiacciante vittoria dei russi che occuparono l'oasi. La Gran Bretagna mobilitò le sue forze in Asia e minacciò la guerra se l'avanzata fosse continuata. Ci vollero diversi anni per far rientrare la crisi che tutto sommato si risolse a favore dei russi, i quali conservarono Pandjeh. All'apice della tensione internazionale, Girs consigliò ad Alessandro III di cedere o prepararsi ad una grande guerra, lo Zar rispose: «Io non cederò, e non si farà guerra!».

#### La ferrovia Transcaspiana
Alessandro III sostenne l'industrializzazione del Paese, cosa per la quale riscuoteva l'ammirazione del ministro delle Finanze del suo ultimo periodo di regno, Sergej Jul'evič Vitte. Soprattutto in campo ferroviario il governo dello Zar dimostrò un notevole dinamismo che in Asia centrale si concretizzò in un altro episodio del “Grande gioco”.
Si trattò della costruzione della ferrovia Transcaspiana che, dal porto sul Mar Caspio di Krasnovodsk (oggi Türkmenbaşy) nei primi anni del regno di Alessandro III avanzò verso l'Afghanistan; raggiunse Merv nel 1885 e a metà del 1888, dopo aver deviato verso nord-est, arrivò a Bukhara e Samarcanda; mentre si cominciava a lavorare anche al tratto finale per Tashkent. Nel XIX secolo l'asprezza delle condizioni climatiche e del terreno di luoghi come quelli dell'Asia centrale faceva di una ferrovia un supporto logistico di grande valore militare. La Gran Bretagna ne fu come al solito allarmata ma nessuna decisione fu presa al riguardo.

#### La crisi del Pamir
Conseguenza indiretta della realizzazione della ferrovia Transcaspiana fu la cosiddetta crisi del Pamir. Essa iniziò nel luglio 1891, quando giunse notizia a Londra che i russi avevano in progetto di occupare la vasta regione del Pamir, tra l'Afghanistan, l'India britannica e la Cina. In effetti un reparto di 400 cosacchi era entrato nel varco del Pamir da nord, con l'ordine di impadronirsene in nome dello zar Alessandro III. Il 13 agosto quei russi, comandati dal colonnello Janov incontrarono l'esploratore britannico Francis Younghusband, a Bozai Gumbaz (oggi nella provincia afgana del Badakhshan). I cosacchi reputavano la località in territorio russo, l'inglese in territorio afgano. A costui, che qualche giorno dopo fu da Janov malamente espulso dal territorio, i cosacchi dissero per giunta che avevano appena attraversato la regione del Chitral (oggi nel nord del Pakistan), al confine con l'India britannica e sotto la protezione inglese, dove avevano fatto dei rilevamenti cartografici.
La crisi scoppiò quando a Londra arrivarono le prime notizie degli avvenimenti. Questa volta la protesta fu molto energica e la minaccia di guerra della Gran Bretagna apparve reale. Alessandro III fu costretto a fare marcia indietro e a rinunciare al Pamir, mentre la responsabilità dell'incidente fu fatta gravare sul colonnello Janov, accusato di non aver rispettato gli ordini. Quest'ultimo tuttavia, come ricompensa per aver fatto da capro espiatorio, fu nominato generale e Alessandro in persona gli donò un anello d'oro.

### La crisi bulgara e le sue conseguenze (1885-1887)

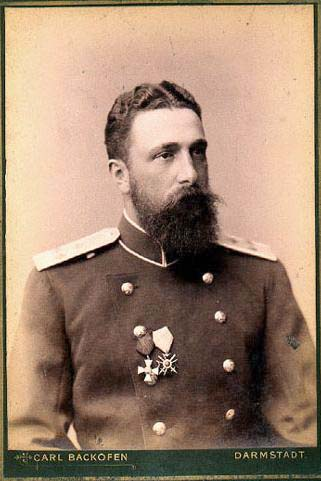
Alessandro I di Bulgaria unificò il suo Paese allontanandolo dalla sfera russa. Alessandro III partecipò al complotto per rapirlo e destituirlo.

Con il congresso di Berlino del 1878 la Russia aveva visto ridotte le su aspirazioni sull'intera Bulgaria ottomana, ma le era stato consentito di organizzare il governo e l'esercito del Principato di Bulgaria. Di quella parte cioè del territorio della Bulgaria che il congresso aveva posto sotto l'influenza russa. Il padre di Alessandro III, Alessandro II, era riuscito inoltre a far eleggere suo nipote Alessandro di Battenberg principe di Bulgaria.
Costui, sotto il regno di Alessandro III, si allontanò gradualmente dall'influenza della Russia e nel 1883 ripristinò la costituzione. Quando, nel settembre 1885, scoppiò nella parte della Bulgaria ancora ottomana (Rumelia orientale) una rivolta antiturca, Battenberg, ignorando gli avvertimenti di San Pietroburgo si mise a capo dei rivoltosi e unificò il Paese. Ciò che alla Russia non era riuscito con la diplomazia, era invece riuscito ad un principe tedesco che aveva l'appoggio dei liberali e l'assenso di Austria e Gran Bretagna.
Alessandro III accolse gli eventi bulgari e l'operato di suo cugino Battenberg come un affronto alla propria persona e alla Russia. Diede pertanto il suo appoggio ad una cospirazione di ufficiali bulgari che organizzò il rapimento di Battenberg, il quale, dopo alterne vicende, fu costretto ad abdicare. Ma l'azione di Alessandro fu controproducente poiché aumentò il sentimento antirusso in Bulgaria e in Europa, rendendo impossibile l'ascesa al trono di Bulgaria di un candidato russo. Nel 1887 infatti fu eletto principe Ferdinando di Coburgo dell'alta nobiltà austriaca.
Alessandro III escluse l'idea di un'occupazione militare della Bulgaria e dichiarò che entrare in guerra contro la Turchia e rischiare un conflitto più ampio sarebbe stato imperdonabile e, riguardo alla Russia, criminale. Il suo ministro degli Esteri Nikolaj Karlovič Girs e il suo capo di stato maggiore furono d'accordo. La crisi bulgara ebbe serie conseguenze nei rapporti fra Austria e Russia. Alessandro, benché già intenzionato a non rinnovare l'alleanza dei tre imperatori dal 1886, non se la sentì di lasciare anche la Germania, né era pronto a valutare la possibilità di un'alleanza con la Francia. Dopo difficili trattative, nel giugno 1887, fu firmato così un accordo segreto fra le sole Russia e Germania, il cosiddetto trattato di controassicurazione.
L'intesa assicurava la neutralità dei due firmatari nel caso che uno dei due si fosse trovato in guerra con una terza potenza; ma la Russia sarebbe potuta intervenire contro la Germania se questa avesse attaccato la Francia, e la Germania sarebbe potuta intervenire contro la Russia se questa avesse attaccato l'Austria. Il 28 luglio dello stesso anno il cancelliere tedesco Otto von Bismarck scrisse: «I nostri rapporti con la Russia dipendono esclusivamente dai sentimenti personali dello zar Alessandro III».

### L'alleanza con la Francia (1888-1894)

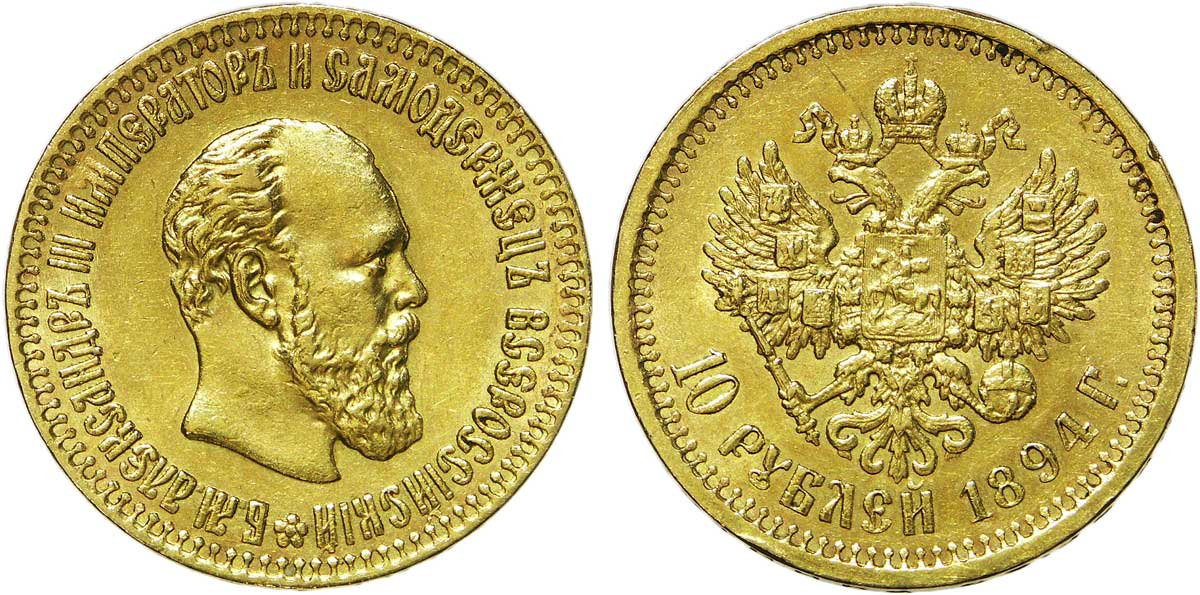
Rublo in oro del 1894 con l'effige di Alessandro III di Russia.

Nonostante il trattato e al contrario del suo ministro degli Esteri Girs, Alessandro III era sempre più insofferente nei confronti della Germania. Nell'ottobre 1888, la Russia, in difficoltà economiche, ebbe la possibilità di emettere sul mercato francese un importante prestito, e nel gennaio successivo ordinò un cospicuo numero di fucili francesi dopo essersi impegnata a non farne uso contro la Francia. L'alleanza fra le due potenze, così diverse fra loro, era ormai all'orizzonte.
Ad accelerare i tempi ci pensò il nuovo imperatore tedesco Guglielmo II che nell'agosto 1889 dichiarò che se l'Austria avesse per qualunque motivo mobilitato l'esercito, lo avrebbe fatto anche la Germania. Nell'ottobre dello stesso anno Alessandro III si recò a Berlino. Si mostrò sostenuto verso le personalità tedesche e all'ambasciatore di Parigi raccomandò di rafforzare l'esercito. In più, suscitando l'imbarazzo generale, declamò il brindisi a Guglielmo II in francese.
La Francia si muoveva all'unisono: con grande soddisfazione di Alessandro, il 30 maggio 1890, quattordici nichilisti russi furono arrestati a Parigi. Intanto la Gran Bretagna sembrava indirizzarsi verso la triplice alleanza, mentre la Russia aveva sempre maggior bisogno del danaro francese e la Germania rifiutava di rinnovare il trattato di controassicurazione. Ciò nondimeno Girs, conservatore e filotedesco, appariva ancora contrario ad un'intesa con la Francia. Alessandro III consigliò allora al suo ministro di ascoltare il parere del loro ambasciatore a Parigi Artur Pavlovič Morengejm (1824-1906), ben sapendo che questi era favorevole all'alleanza e probabilmente al soldo degli industriali francesi. Girs alla fine si convinse e Morengejm il 27 agosto 1891 inviò una nota al governo francese con la quale si proponeva formalmente un'intesa con la Francia.

#### La svolta nelle trattative

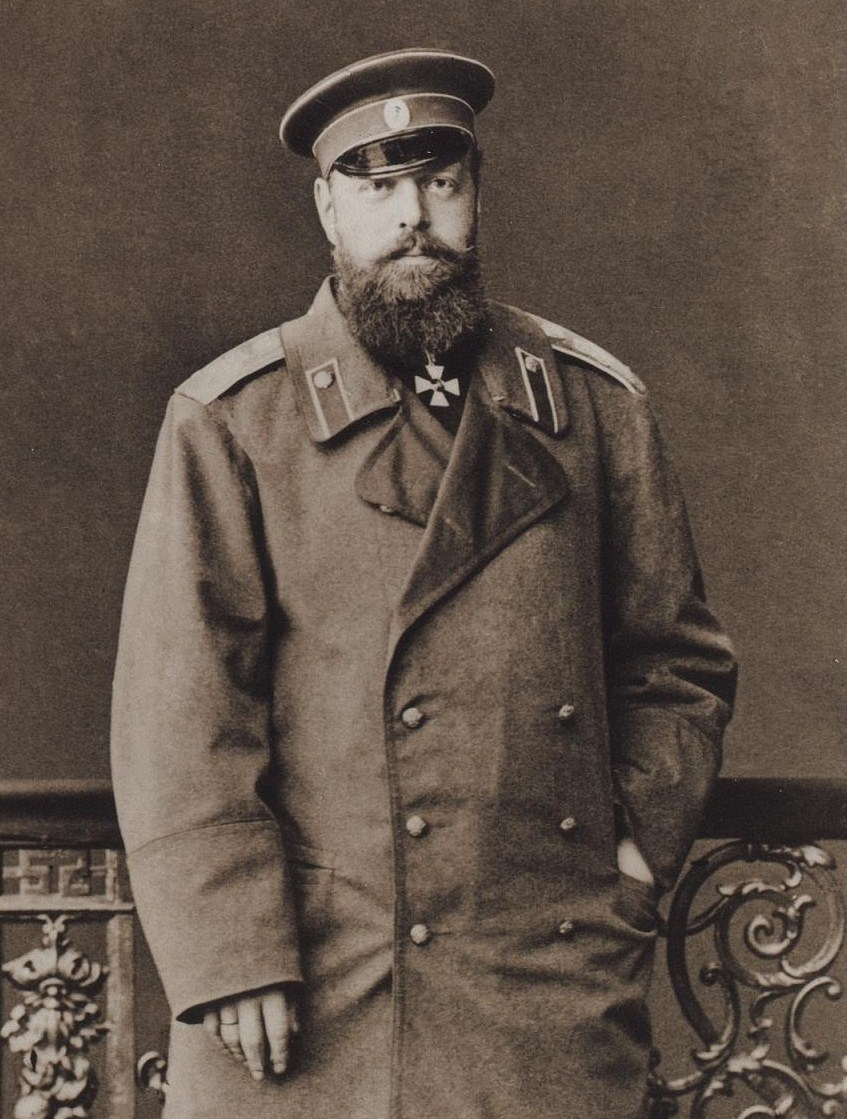
Alessandro III, contrariamente a quanto pensava il suo ministro degli Esteri, era convinto dell'utilità di un'alleanza con la Francia.

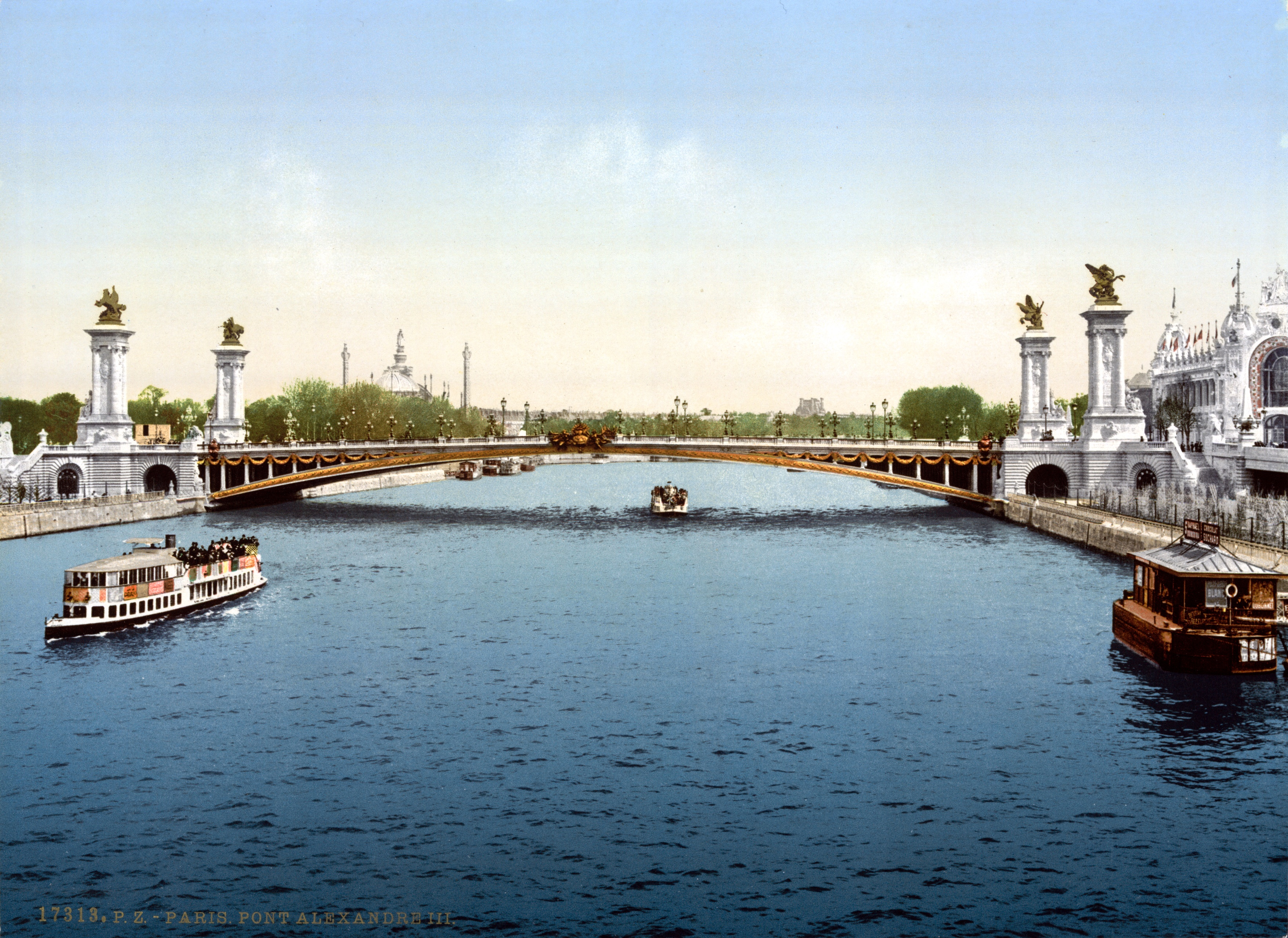
Il ponte Alessandro III a Parigi nel 1900, costruito per celebrare l'alleanza con la Russia.

Un mese prima intanto (23 luglio 1891), Alessandro III aveva accolto una squadra navale francese a Kronstadt e aveva visitato l'ammiraglia Marengo. Nella stessa occasione, ad un pranzo al palazzo del Peterhof in onore dei marinai francesi, lo Zar brindò al presidente della Repubblica francese e sulle note della marsigliese (l'inno della rivoluzione francese) si alzò scoprendosi il capo.
Il ministro degli Esteri francese Alexandre Ribot e i suoi colleghi di governo erano decisi, però, ad evitare che l'intesa assumesse un carattere antibritannico. Volevano anche impegnare la Russia sulle risorse da impiegare in caso di guerra contro la Germania. Girs cercò di evitare proprio questo, ma Alessandro III si impose:
(Riferito da Vladimir Nikolaevič Lamsdorf in Dnievnik 1891-92, 1943, p. 299)
Ribot tuttavia fu coinvolto nell'autunno del 1892 nello scandalo finanziario di Panama e dovette lasciare il potere. Ci fu una battuta d'arresto nelle trattative che ripresero nell'estate dell'anno dopo. Anche Morengejm fu coinvolto nello scandalo e Alessandro III pretese le scuse formali dal presidente della Repubblica francese Carnot per le accuse (probabilmente fondate) rivolte all'ambasciatore russo. Ottenutole, lo Zar consentì che una squadra navale russa si recasse in visita a Tolone, quale segno di amicizia.
Il 27 dicembre 1893 Girs informò l'ambasciatore francese in Russia, Gustave Lannes de Montebello (1838-1907), che Alessandro III aveva approvato la convenzione militare dell'alleanza. Il 4 gennaio 1894 il governo francese diede a sua volta l'approvazione. Lo Zar non riteneva l'accordo un rischio per la Russia, confidando nel fatto che mai la Francia l'avrebbe trascinato in una guerra di rivincita contro la Germania. A Montebello il 16 dicembre aveva detto: «Voi non sareste buoni patrioti e neppure buoni francesi se non foste convinti che verrà il giorno in cui potrete rientrare in possesso delle vostre province perdute [dell'Alsazia e della Lorena]; ma vi è un abisso tra questo sentimento naturale e l'idea di una provocazione per poterlo realizzare, cioè l'idea di una rivincita, e voi avete spesso dimostrato di amare la pace sopra ogni cosa e di saper aspettare con dignità».

## Gli ultimi tempi

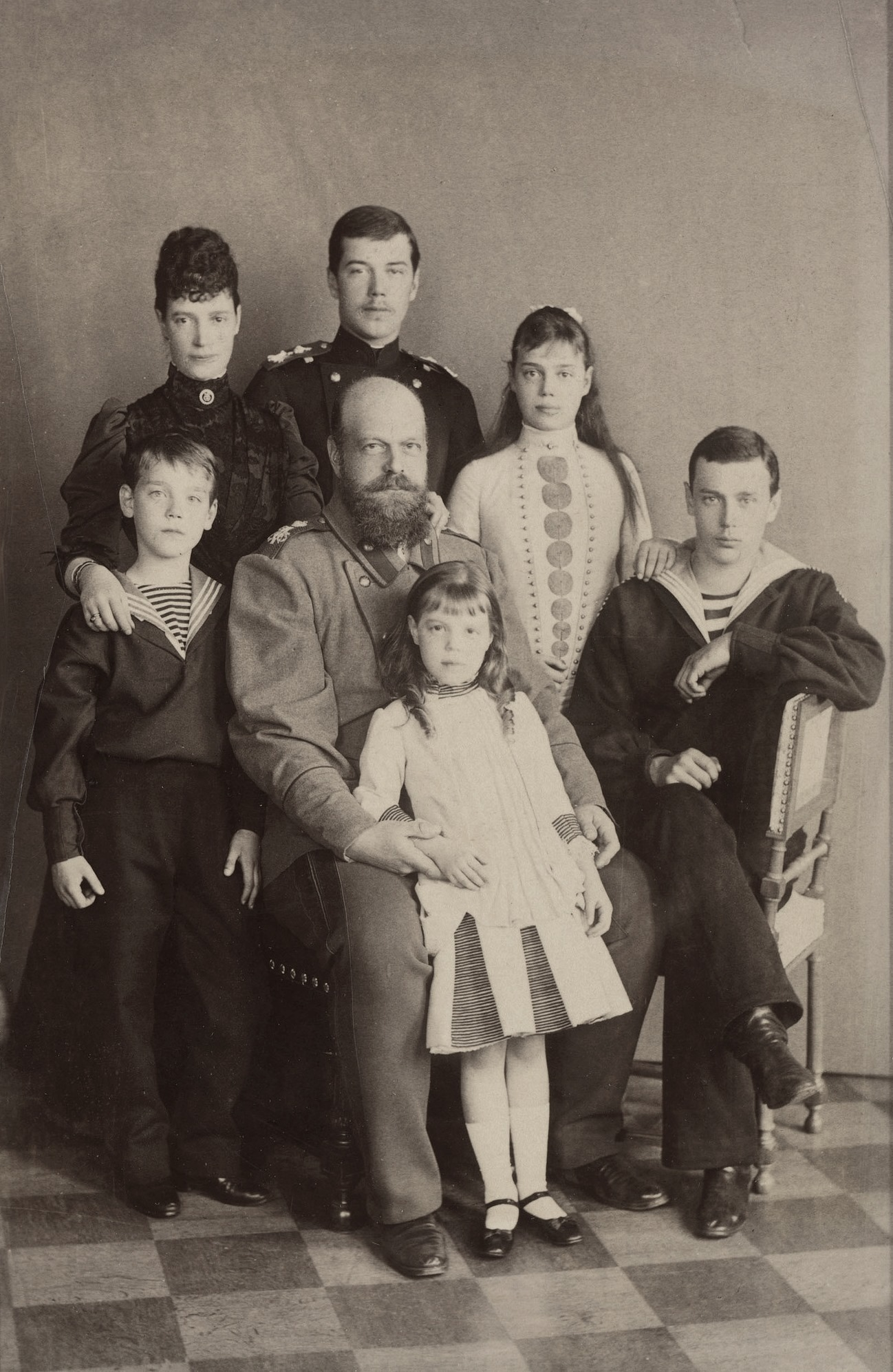
La famiglia di Alessandro III nel 1888. Da sinistra verso destra: Mikhail, Marija Fëdorovna, Alessandro III, Nikolaj, Ol'ga, Ksenija e Georgij.

Nell'autunno del 1893 si riscontrarono in Alessandro che era appena tornato da un viaggio in Danimarca, i primi sintomi di problemi di salute. Era dimagrito e soffriva di epistassi, per cui i medici gli diagnosticarono patologie al fegato. Durante l'inverno gli fu imposto il riposo assoluto e non gli fu negata la gravità della situazione. Fu stabilito quindi di accelerare i preparativi per il fidanzamento e il matrimonio dell'erede al trono Nicolaj. Lo Zar partecipò alla cerimonia di fidanzamento del figlio con Alice d'Assia avvenuta l'8 aprile 1894, ma tutti i presenti furono colpiti dal suo aspetto emaciato. Il suo stato si aggravò ancora e si tentò un miglioramento delle sue condizioni facendolo partire per un periodo di cure a Livadija, in Crimea. Ma non ci fu nulla da fare.
Alessandro III si ammalò di nefrite e morì il 1º novembre 1894 a neppure 49 anni presso il Palazzo di Livadija. Le sue spoglie furono sepolte nella fortezza di Pietro e Paolo a San Pietroburgo. Gli successe il suo figlio maggiore, Nikolaj, come Nicola II di Russia.

## Discendenti
Dal matrimonio di Alessandro con Dagmar di Danimarca, poi Marija Fëdorovna, nacquero sei figli:
- Nikolaj (1868-1918), erede al trono e futuro zar, sposato con Alessandra d'Assia;
- Aleksandr (1869-1870), morto di meningite;
- Georgij (1871-1899), morto di tubercolosi;
- Ksenija (1875-1960), sposata con Aleksandr Michajlovič Romanov;
- Michail (1878-1918), sposato con Natal'ja Sergeevna Šeremetevskaja;
- Ol'ga (1882-1960), sposata con Pietro Aleksandrovič di Oldenburg.

## Onorificenze

### Onorificenze straniere
Alessandro III fu insignito di varie onorificenze straniere. Queste quelle di cui si ha riscontro in fonti accreditate:

## Ascendenza
|                          |                 |                                                | Genitori                                               |  |  | Nonni |  |  | Bisnonni          |  |  | Trisnonni            |  |
|                          |                 |                                                |                                                        |  |  |       |  |  | Paolo I di Russia |  |  | Pietro III di Russia |  |
|                          |                 |                                                |                                                        |  |  |       |  |  | Paolo I di Russia |  |  | Pietro III di Russia |  |
|                          |                 | Caterina II di Russia                          |                                                        |  |  |       |  |  | Paolo I di Russia |  |  |                      |  |
| Nicola I di Russia       |                 |                                                |                                                        |  |  |       |  |  | Paolo I di Russia |  |  |                      |  |
|                          |                 | Sofia Dorotea di Württemberg                   | Federico II Eugenio di Württemberg                     |  |  |       |  |  |                   |  |  |                      |  |
|                          |                 | Sofia Dorotea di Württemberg                   | Federico II Eugenio di Württemberg                     |  |  |       |  |  |                   |  |  |                      |  |
|                          |                 | Sofia Dorotea di Württemberg                   | Federica Dorotea di Brandeburgo-Schwedt                |  |  |       |  |  |                   |  |  |                      |  |
| Alessandro II di Russia  |                 | Sofia Dorotea di Württemberg                   |                                                        |  |  |       |  |  |                   |  |  |                      |  |
|                          |                 | Federico Guglielmo III di Prussia              | Federico Guglielmo II di Prussia                       |  |  |       |  |  |                   |  |  |                      |  |
|                          |                 | Federico Guglielmo III di Prussia              | Federico Guglielmo II di Prussia                       |  |  |       |  |  |                   |  |  |                      |  |
|                          |                 | Federico Guglielmo III di Prussia              | Federica Luisa d'Assia-Darmstadt                       |  |  |       |  |  |                   |  |  |                      |  |
| Carlotta di Prussia      |                 | Federico Guglielmo III di Prussia              |                                                        |  |  |       |  |  |                   |  |  |                      |  |
|                          |                 | Luisa di Meclemburgo-Strelitz                  | Carlo II di Meclemburgo-Strelitz                       |  |  |       |  |  |                   |  |  |                      |  |
|                          |                 | Luisa di Meclemburgo-Strelitz                  | Carlo II di Meclemburgo-Strelitz                       |  |  |       |  |  |                   |  |  |                      |  |
|                          |                 | Luisa di Meclemburgo-Strelitz                  | Federica Carolina Luisa d'Assia-Darmstadt              |  |  |       |  |  |                   |  |  |                      |  |
| Alessandro III di Russia |                 | Luisa di Meclemburgo-Strelitz                  |                                                        |  |  |       |  |  |                   |  |  |                      |  |
|                          | Luigi I d'Assia | Luigi IX d'Assia-Darmstadt                     |                                                        |  |  |       |  |  |                   |  |  |                      |  |
|                          | Luigi I d'Assia | Luigi IX d'Assia-Darmstadt                     |                                                        |  |  |       |  |  |                   |  |  |                      |  |
|                          | Luigi I d'Assia | Carolina del Palatinato-Zweibrücken-Birkenfeld |                                                        |  |  |       |  |  |                   |  |  |                      |  |
| Luigi II d'Assia         | Luigi I d'Assia |                                                |                                                        |  |  |       |  |  |                   |  |  |                      |  |
|                          |                 | Luisa d'Assia-Darmstadt                        | Giorgio Guglielmo d'Assia-Darmstadt                    |  |  |       |  |  |                   |  |  |                      |  |
|                          |                 | Luisa d'Assia-Darmstadt                        | Giorgio Guglielmo d'Assia-Darmstadt                    |  |  |       |  |  |                   |  |  |                      |  |
|                          |                 | Luisa d'Assia-Darmstadt                        | Maria Luisa Albertina di Leiningen-Dagsburg-Falkenburg |  |  |       |  |  |                   |  |  |                      |  |
| Maria d'Assia-Darmstadt  |                 | Luisa d'Assia-Darmstadt                        |                                                        |  |  |       |  |  |                   |  |  |                      |  |
|                          |                 | Carlo Luigi di Baden                           | Carlo Federico di Baden                                |  |  |       |  |  |                   |  |  |                      |  |
|                          |                 | Carlo Luigi di Baden                           | Carlo Federico di Baden                                |  |  |       |  |  |                   |  |  |                      |  |
|                          |                 | Carlo Luigi di Baden                           | Carolina Luisa d'Assia-Darmstadt                       |  |  |       |  |  |                   |  |  |                      |  |
| Guglielmina di Baden     |                 | Carlo Luigi di Baden                           |                                                        |  |  |       |  |  |                   |  |  |                      |  |
|                          |                 | Amalia d'Assia-Darmstadt                       | Luigi IX d'Assia-Darmstadt                             |  |  |       |  |  |                   |  |  |                      |  |
|                          |                 | Amalia d'Assia-Darmstadt                       | Luigi IX d'Assia-Darmstadt                             |  |  |       |  |  |                   |  |  |                      |  |
|                          |                 | Amalia d'Assia-Darmstadt                       | Carolina del Palatinato-Zweibrücken-Birkenfeld         |  |  |       |  |  |                   |  |  |                      |  |
|                          |                 | Amalia d'Assia-Darmstadt                       |                                                        |  |  |       |  |  |                   |  |  |                      |  |